# زاپونتا
زاپونتا (به ایتالیایی: Zapponeta) یک کومونه در ایتالیا است که در استان فوجا واقع شده‌است.

## خصوصیات
زاپونتا ۴۰٫۰۴ کیلومترمربع مساحت و ۳٬۰۶۳ نفر جمعیت دارد و ۱۰ متر بالاتر از سطح دریا واقع شده‌است.